# 奧恰基夫斯凱 (斯卡多夫斯克區)
46°20′45″N 32°0′30″E / 46.34583°N 32.00833°E
奧恰基夫斯凯（烏克蘭語：Очаківське）是位於烏克蘭南部的村莊，由赫爾松州斯卡多夫斯克區的丘拉基夫卡市鎮負責管轄。該村面積0.7平方公里，海拔高度4米，2001年人口229，人口密度每平方公里335.3人。目前由俄罗斯控制